# NGC 1038
NGC 1038 (również PGC 10096 lub UGC 2158) – galaktyka spiralna (S0-a), znajdująca się w gwiazdozbiorze Wieloryba. Odkrył ją Lewis A. Swift 17 października 1885 roku.